# Portada/article abril 29

## Associació Lliure de Sindicats d'Alemanya
L'Associació Lliure de Sindicats d'Alemanya (en alemany: Freie Vereinigung Deutscher Gewerkschaften; abreujat FVdG; el seu nom també es podria traduir com a Lliure Associació de Sindicats d'Alemanya o Aliança Lliure Alemanya de Sindicats) fou una federació sindical al Segon Imperi Alemany i a començaments de la República de Weimar. Va ser fundada el 1897 a Halle amb el nom de Vertrauensmänner-Zentralisation Deutschlands (Centralització de Representants d'Alemanya) com l'organització coordinadora nacional del moviment localista d'aquell moment del moviment obrer alemany, i va existir fins a l'any 1919, en què es va unir amb altres sindicats alemanys per a formar el Sindicat Lliure de Treballadors d'Alemanya, il·legalitzat i dissolt en 1933 per Adolf Hitler.